# Peter Karlsson (football)
Pour les articles homonymes, voir Peter Karlsson.
Anders Åke Peter Karlsson (né le 4 août 1961 à Kisa en Suède) est un joueur de football suédois.